# Diaspora haïtienne
 (mars 2025).

## Histoire
Dès les luttes des années 1790 pour la liberté à Haïti et la révolution haïtienne, le peuple haïtien bénéficie d'un contexte particulier, qui met en place une culture du marronnage et de la migration, interne dans un premier temps. Après la révolution haïtienne et l'indépendance, la migration devient internationale.
Au début du vingtième siècle, l'essentiel de l'émigraition haïtienne se fait vers Cuba et la République dominicaine. À cette époque, l'émigration augmente énormément, notamment en direction des États-Unis.
La période migratoire post-révolutionnaire est suivie d'un court repli sur soi, avant de reprendre de plus belle au début du vingtième siècle.
L'émigration haïtienne s'est accélérée à partir de 1957, avec le régime dictatorial de François Duvalier puis de son fils Jean-Claude Duvalier. C'est à cette époque qu'elle s'étend à toutes les régions du pays et toutes les classes sociales, avec une dispersion géographique beaucoup plus importante. Les migrants partent essentiellement vers l'Amérique du Nord : les plus riches vers les États-Unis, les plus pauvres vers les Bahamas et la République dominicaine.
L'immigration haïtienne compte une première poussée dans la deuxième moitié des années 1970, alors même que le gouvernement cesse d'encourager l'immigration de travail. Une deuxième poussée est observée après l'assouplissement de la législation migratoire en 1981. C'est à cette époque que la migration, jusque-là très masculine, se féminise rapidement en raison des politiques de regroupement familial.
Le séisme de 2010 en Haïti marque un tournant dans l'étude de l'émigration des Haïtiens, mettant en avant les problèmes structurels de la société et l'importance de sa diaspora.
La répression du régime, la misère et le peu de perspectives d'avenir ont accentué l'émigration : un flux qui se dirigea vers de nombreux pays, la République dominicaine voisine d'Haïti, les États-Unis, le Canada (notamment le Québec), la Belgique, la Suisse et la France (notamment la Martinique, la Guadeloupe, la Guyane française, ainsi qu'en métropole, dans la région parisienne).

## Démographie
On compte environ deux millions de Haïtiens à l'étranger, soit l'équivalent de 20 % de la population restée au pays, sans compter leur descendance. Les migrants aisés, partant souvent de Port-au-Prince, partent essentiellement vers les États-Unis et le Canada.
Longtemps, l'émigration est considérée en Haïti comme une fuite, voire une trahison. Les contraintes économiques et l'insécurité de l'île changent cependant cette perception, faisant de l'émigration un symbole de réussite sociale surtout après le retour d'exil d'Aristide en 1994.

## Relations avec Haïti
Après 1994, le gouvernement haïtien fait de l'image positive de l'exilé un outil politique pour ses relations étrangères, ainsi qu'un moyen de contrôle des communautés migrantes. Les migrants tendent à s'être constitués en une diaspora plus soudée sous la dictature duvaliériste, ce qui leur a permis de revendiquer leurs droits dans leurs nouveaux pays tout en combattant la dictature dans leur pays d'origine.
Les transferts d'argent des émigrés représentent en moyenne près de 10% du revenu des familles restées sur place, faisant de la migration le dernier recours face à l'insécurité économique dans le pays.